# Кекки, Валерио
Валерио Кекки (итал. Valerio Checchi; род. 3 апреля 1980, Субьяко, Лацио) — итальянский лыжник, участник двух Олимпийских игр, победитель этапов Кубка мира. Специалист дистанционных гонок, более успешно выступает в гонках свободным ходом.

## Карьера
В Кубке мира Кекки дебютировал в 2001 году, в январе 2006 года одержал свою первую победу на этапе Кубка мира, в эстафете. Всего на сегодняшний день имеет на своём счету 2 победы на этапах Кубка мира, по одной в личных и командных соревнованиях. Лучшим достижением Кекки в общем итоговом зачёте Кубка мира является 10-е место в сезоне 2007-08.
На Олимпиаде-2006 в Турине стал 18-м в дуатлоне 15+15 км и 38-м в гонке на 15 км классикой.
На Олимпиаде-2010 в Ванкувере показал следующие результаты: эстафета — 9-е место, 15 км коньком — 19-е место, масс-старт 50 км — 31-е место.
За свою карьеру принимал участие в четырёх чемпионатах мира, лучший результат 4-е место в эстафете на чемпионате-2009 в Либереце, в личных гонках не поднимался выше 16-го места.
Использует лыжи производства фирмы Fischer, ботинки и крепления Salomon.